# Буддеус, Аурелио
Аурелио Буддеус (нем. Aurelio Buddeus; 12 сентября 1819, Альтенбург — 1 апреля 1880, Мюнхен) — немецкий публицист. Сын юриста Иоганна Карла Иммануила Буддеуса (1780—1844).
Получил медицинское образование, защитив в 1842 году в Лейпцигском университете диссертацию доктора медицины «О воспалении венозных пазух головного мозга» (лат. De venarum praecipue vero de sinuum cerebralium inflammatione). После этого провёл некоторое время в России. По возвращении поселился сперва в Аугсбурге, редактировал городскую газету Augsburger Allgemeine Zeitung, затем жил во Франкфурте-на-Майне, а с 1871 года в Мюнхене.
На основании своих впечатлений опубликовал серию публицистических книг на российские темы, начало которой положил вышедший в двух частях очерк «К познанию Санкт-Петербурга в его болезненной жизни» (нем. Zur Kenntnis von St. Petersburg im kranken Leben; 1846): в первой его части, как указывает П. Н. Петров, «сделан общий обзор Санкт-Петербурга и его жителей, описаны: климат, здания, род жизни; питьё и еда, численность и движение населения, вредные стороны столичного быта: женщины и проституция», затем «автор разбирает роды и виды болезней; затем — врачебные учреждения с общими выводами и замечаниями о душевных болезнях вообще и в особенности о сумасшествии»; вторая часть состоит из разделов «Бедность» и «Преступления».
За первой книгой сразу последовала вторая, «Наполовину русские» (нем. Halbrussisches; 1847, в двух томах), подробно описывающая остзейские провинции Российской империи, выпущенный анонимно двухтомник «Россия и настоящее время» (нем. Russland und die Gegenwart; 1851), обзор первых пяти лет царствования Александра II (нем. Russland unter Alexander II. Nikolajewitsch: zur innern Geschichte und äussern Politik vom thronwechsel bis auf die Gegenwart, 1855—1860; 1860) и наконец, в связи с Польским восстанием, книга «Общественная действительность России и восстание поляков» (нем. Russlands soziale Gegenwart und der Aufstand der Polen; 1863). Общее направление сочинений Буддеуса о России — предостережение Европы против «российского варварства», уменьшения которого он отнюдь не ожидает в случае возможной демократизации российской жизни. Эта последовательная позиция заслужила Буддеусу репутацию «ожесточённого врага России», как его назвала А. В. Жаклар.
Помимо российских вопросов интересовался Швейцарией, по поводу которой напечатал двухтомник «Швейцария» (нем. Schweizerland; 1853) и путевой очерк «Из Франкфурта-на-Майне в Базель» (нем. Von Frankfurt a. M. nach Basel; 1856). Сотрудничал с журналом лорда Актона Home and Foreign Review.